# Antonius Gosswin
Antonius Gosswin (* um 1546 möglicherweise in Lüttich; † zwischen 2. Juni 1597 und 28. Oktober 1598) war ein franko-flämischer Komponist, Sänger, Organist und Kapellmeister der Renaissance.

## Leben und Wirken
Der Name Gosswin war im 16. Jahrhundert in den damaligen Niederlanden, besonders in der Region Lüttich, nicht selten. Der damalige Kurfürst von Sachsen bestätigt in einem Brief an den Bass-Sänger Bartholomeus van den Feldt die niederländische Abstammung Gosswins. Es gibt einen Beleg für die Eheschließung des Komponisten 1566/67. Eine Verbindung zu Orlando di Lasso muss schon in frühen Jahren entstanden sein, weil er ihn in seinen „Newe teutsche Lieder“, erschienen Nürnberg 1581, „lieber praeceptor“ nennt. Lasso wirkte in der bayerischen Hofkapelle seit 1556; Musikhistoriker rechnen damit, dass Gosswin dort vielleicht als Chorknabe eingetreten ist. In den herzoglichen Hofberichten erscheint er 1558 als Alt-Sänger. Wenn auch die dortigen Rechnungsbücher für 1560 bis 1567 lückenhaft sind, ist gesichert, dass im Jahr 1562 ein Altsänger Anthoine zusammen mit Kaiser Maximilian II. und seiner Kapelle eine Reise nach Frankfurt machte. Aus den Münchner Steuerbüchern geht hervor, dass hier im Jahre 1564 ein Anthonius Jusswein lebte, der Ende 1566 oder Anfang 1567 eine gewisse Maria Praum heiratete; im darauf folgenden Jahr 1568 bekam er die Bürgerrechte Münchens und wurde 1569 Kapellmitglied bei Prinz Wilhelm von Bayern. Wegen Finanzproblemen des Münchner Hofs wurde er zwar bald wieder entlassen, war aber 1570 wieder ein Angestellter der Kapelle. Er bekam in dem darauf folgenden Jahr eine gesonderte Geldzuwendung, damit ihm eine Reise in seine Heimat ermöglicht wird.
Ab 1574 war er wieder in Bayern und bekam am 1. November dieses Jahres eine briefliche Auszeichnung des Kaisers, der ihm auch ein Wappen verlieh. Der Komponist widmete dem Kaiser im gleichen Jahr zwei Messen und erhielt dafür 30 Florin. Er ist nach Wien gereist, um diese Messen auch aufzuführen; dort blieb er bis zum Jahresanfang 1575. Gosswin bekam auch in den Jahren 1576 und 1582 für die Komposition einer Messe 30 Florin, darüber hinaus für verschiedene andere Dienste 70 Florin im Jahr 1594. Orlando di Lasso hat bei Prinz Wilhelm ein Empfehlungsschreiben für den Komponisten erbeten; mit diesem (vom 17. Juli 1576) ausgestattet reiste Gosswin zum Reichstag nach Regensburg. Als er nach München zurückkehrte, wurde er zum Organisten an der Kirche St. Peter berufen. Es gibt auch einen Beleg von 1577 für die Rückzahlung der Unterhaltskosten für die ihm unterstellten Chorknaben. Als Herzog Albrecht am 24. Oktober 1579 verstarb, kam es danach zu einer personellen Verkleinerung der Hofhaltung und Antonius Gosswin wurde entlassen. Kurz darauf wurde er Mitglied der Kapelle von Prinz Ernst, Bischof von Freising, einem Sohn von Herzog Albrecht. Orlando di Lasso bestätigte in einem Brief vom 13. Februar 1580 an Prinz Wilhelm, dass diese Anstellung für Gosswins Lebenszeit gültig sein sollte.

Anfang 1580 zog der Komponist mit seiner Frau nach Freising. Wenig später, gegen Jahresende 1580, wurde sein Dienstherr zum Bischof von Lüttich ernannt und trat sein Amt feierlich am 30. Januar 1581 an. Ob Antonius Gosswin ihm nach Lüttich gefolgt ist, ist nicht überliefert. Nach wenigen Jahren in Lüttich hat der Bischof seinen Wohnsitz am 29. Januar 1584 nach Bonn verlagert, nachdem er in der Diözese Köln eine Pfründe bekommen hatte. Es gibt Belege, dass die Hälfte von Gosswins Gehalt an seine noch in Freising lebende Frau gezahlt wurde. Gosswin war am 14. Juli 1594 wieder beim Reichstag in Regensburg und leitete dort die Kapelle von Prinz Ernst. Im Journal der Fugger vom 10. Juni 1595 wird der Komponist erwähnt; auch geht aus den Lütticher Rechnungsbüchern hervor, dass er am 2. Juni 1597 noch lebte. Gosswin verstarb nach Aussage dieser Bücher zwischen dem letzteren Datum und dem 28. Oktober 1598; über seinen Sterbeort ist keine Aussage enthalten, so dass Freising, Lüttich oder Bonn in Frage kommen.

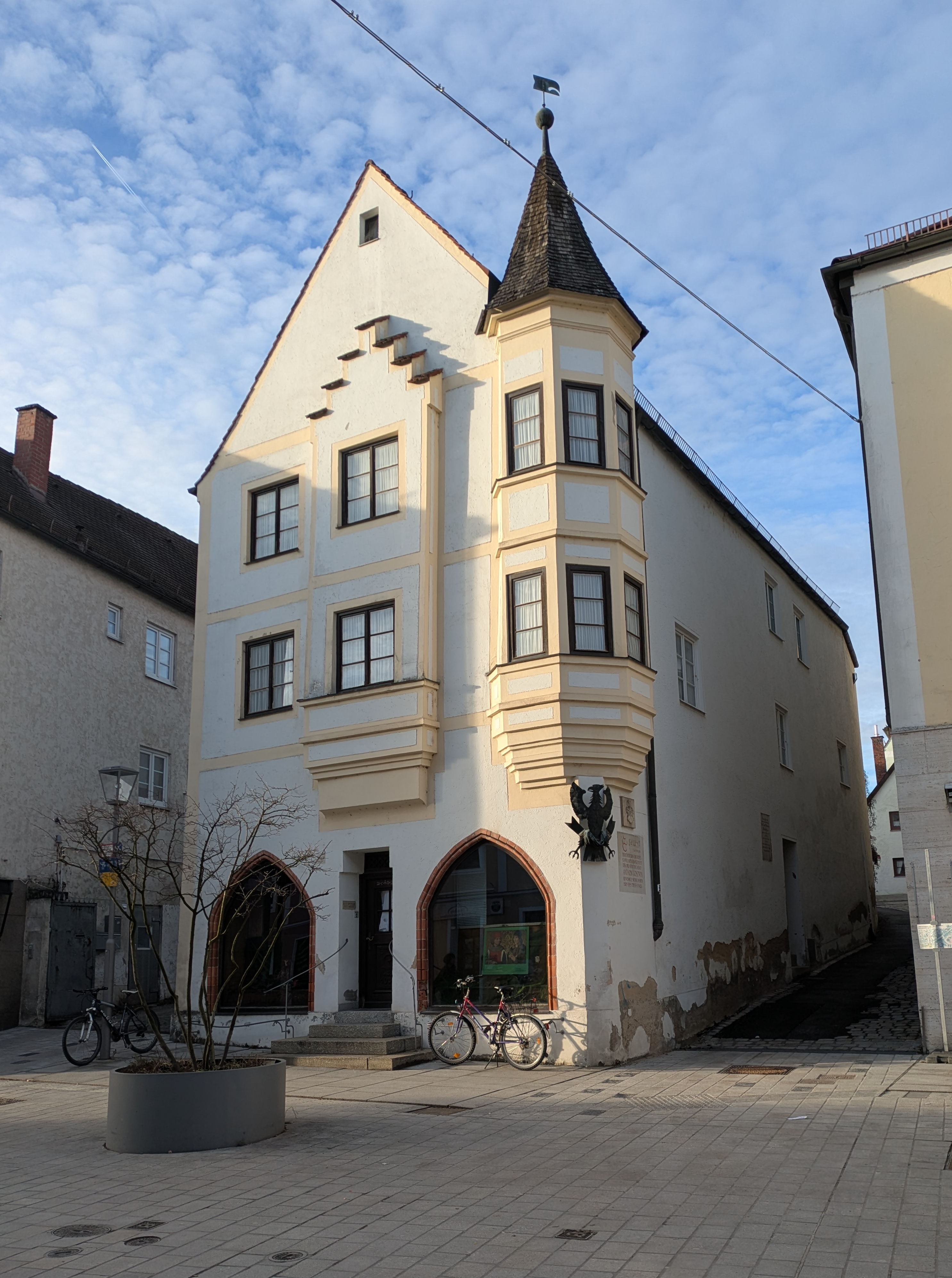
Wohnhaus von Antonius Gosswin in Freising
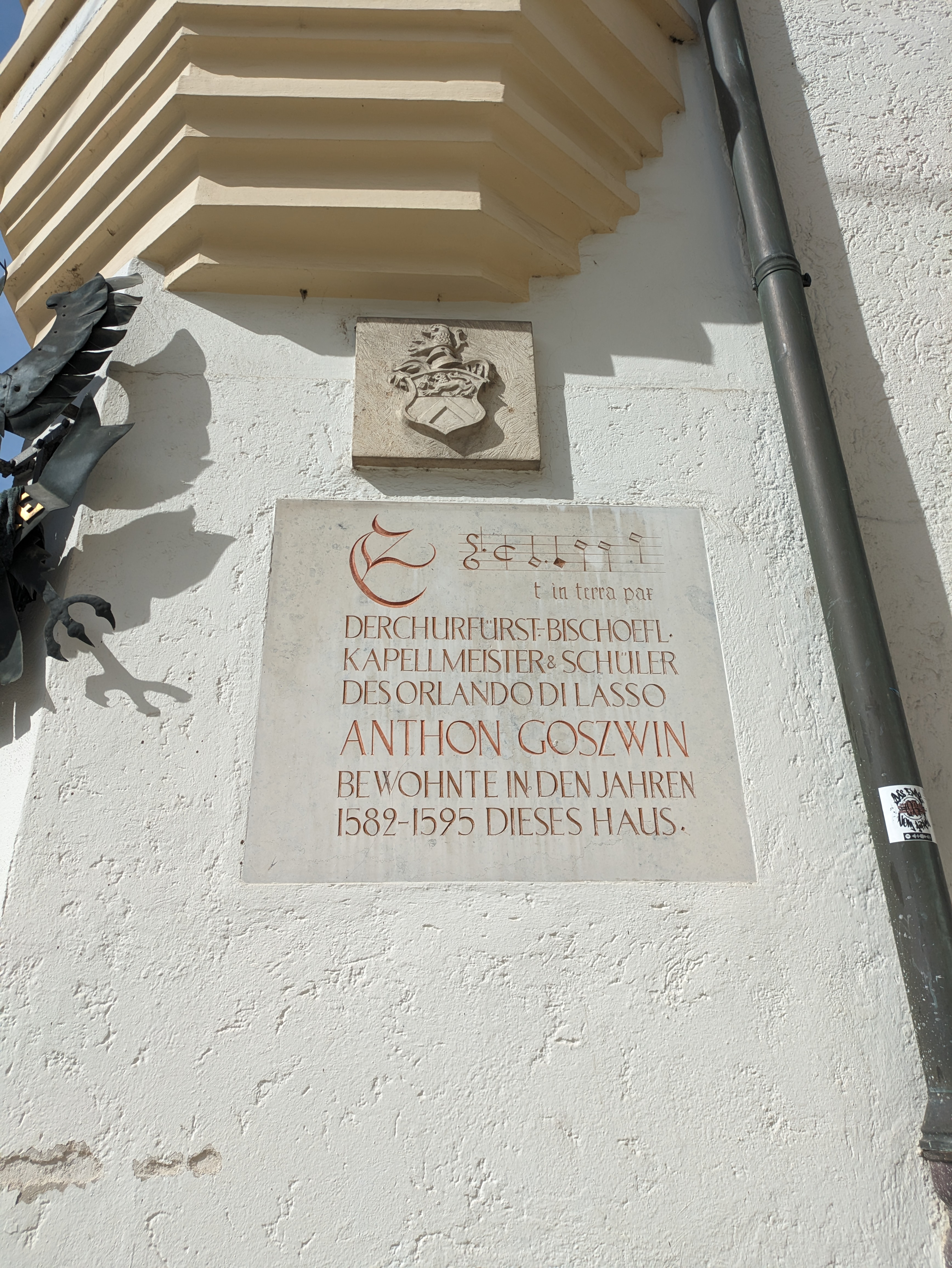
Erinnerungstafel am Wohnhaus in Freising

## Bedeutung
Nach Meinung seiner Zeitgenossen war Gosswin nicht nur ein vorzüglicher Musiker, dessen Messen oft in der Münchner Hofkapelle aufgeführt wurden, sondern er war auch für seine Gesangskunst berühmt, in der er die Melodien mit Verzierungen schmückte. Darüber hinaus war er für seine besondere Gelehrsamkeit bekannt. Seine Kompositionen sind tiefgreifend durch die Werke von Orlando di Lasso beeinflusst. Nahezu alle Messkompositionen sind Parodiemessen über Stücke von Lasso. Gosswins Sammlung „Newe teutsche Lieder“ wurden zeitweilig sogar als vereinfachte Adaptionen der „Newe teutsche Liedlein mit fünf Stimmen“ (1567) Lassos angesehen, jedoch hat der deutsche Musikforscher Helmut Osthoff 1938 dargelegt, dass hier eine besondere Anwendung des Parodieverfahrens vorliegt, die genügend Raum für eigene Bearbeitungen zulässt. Bei kleinen Besetzungen zeigt Gosswin seine Fähigkeit, elegante Miniaturen zu komponieren; er beherrschte aber auch größere Formen, wie seine sechsstimmige Motette „Ad te levavi“ beweist. Hier verwendete er einen gleichrhythmisch-akkordischen Stil mit syllabischer Deklamation.

## Werke
- Geistliche Werke
  - „Cantiones“ zu vier Stimmen, Nürnberg 1581, verloren
  - „Cantiones sacrae 5“ zu sechs Stimmen, Nürnberg 1583, verloren
  - „Ad te levavi oculos meos“ zu sechs Stimmen, auch als Bearbeitung für Orgel und für andere Instrumente
  - Missa a cappella zu vier Stimmen
  - Missa super „Cognovi Domine“ zu vier Stimmen
  - Missa ferialis zu fünf Stimmen
  - Missa super „Le mois de mai“ zu vier Stimmen
  - Missa super „Missus est angelus“ zu fünf Stimmen
  - Missa super „Vrai Dieu, disait“ zu vier Stimmen
  - eine weitere Messe
  - „In te Domine speravi“ zu drei Stimmen
  - „Iste est Johannes“ zu fünf Stimmen, verloren
- Weltliche Werke
  - „Newe teutsche Lieder […] welche gantz lieblich zu singen, auch auff allerley Instrumenten zu gebrauchen“ zu drei Stimmen, Nürnberg 1581; Ausgabe: Das Chorwerk Nr. 75, 1960
  - „Madrigali 5.“, Nürnberg 1615, verloren
  - „Eolo crudel como turbasti l’onde“ zu fünf Stimmen
  - „Qual meraviglia“ zu fünf Stimmen
  - „Non trovo cosa alcuna s’io non pago“ zu fünf Stimmen